# Karuzela

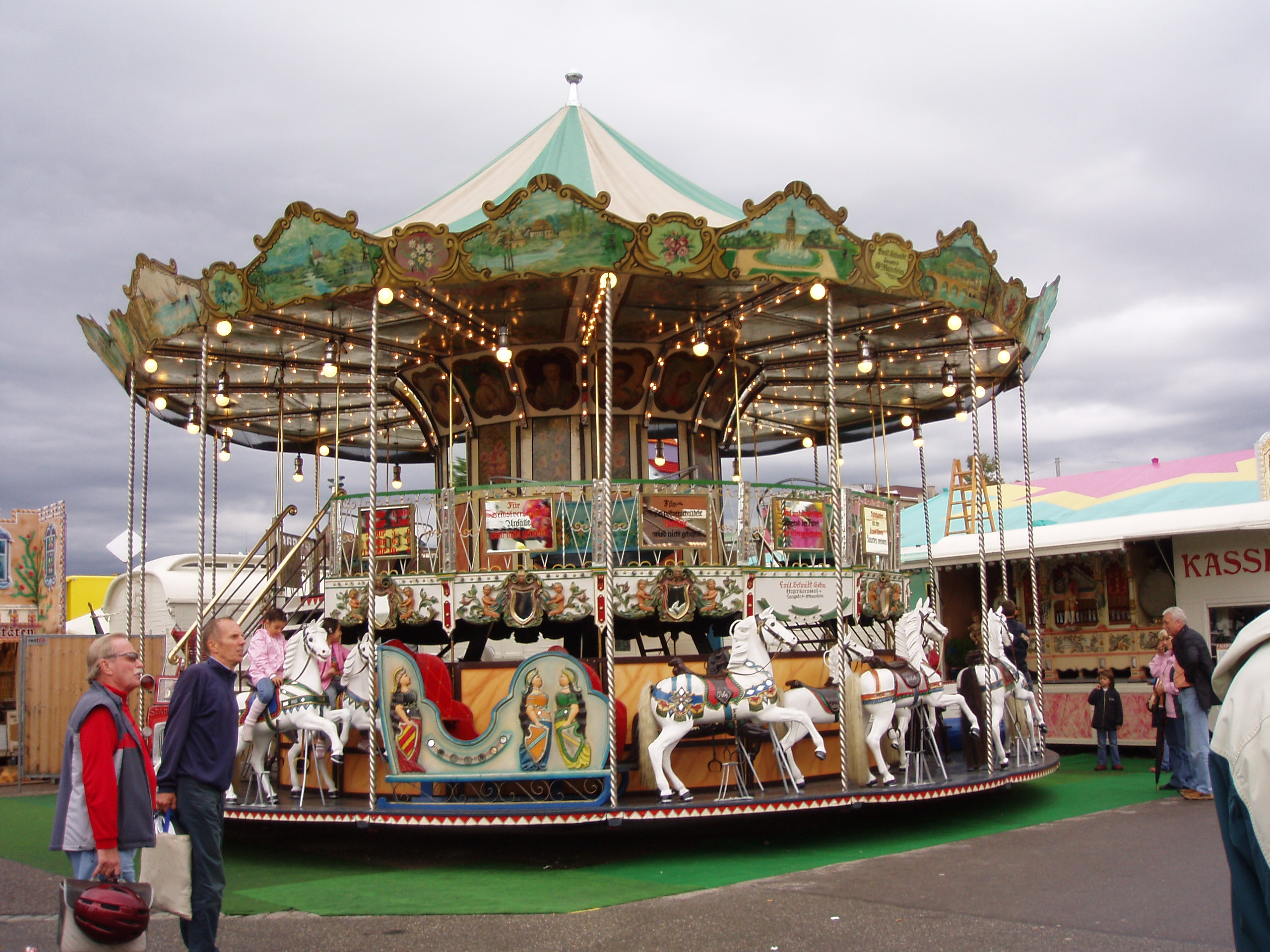
Karuzela wolnoobrotowa

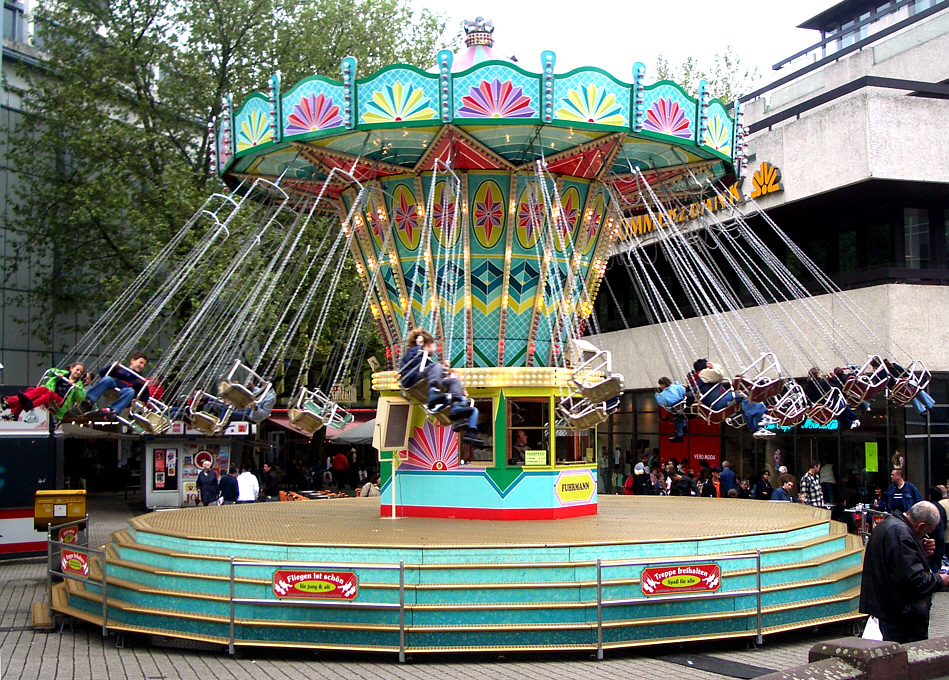
Karuzela łańcuchowa

Karuzela (fr. carrousel) – urządzenie rekreacyjne obracające się wokół własnej osi przenoszące osoby siedzące na obrzeżu koła. W typowej karuzeli pasażerowie zajmują miejsca na siedzeniach, które często mają kształt zwierząt lub pojazdów. Karuzele są charakterystycznym elementem wesołych miasteczek, placów zabaw i festynów.

## Podział karuzeli

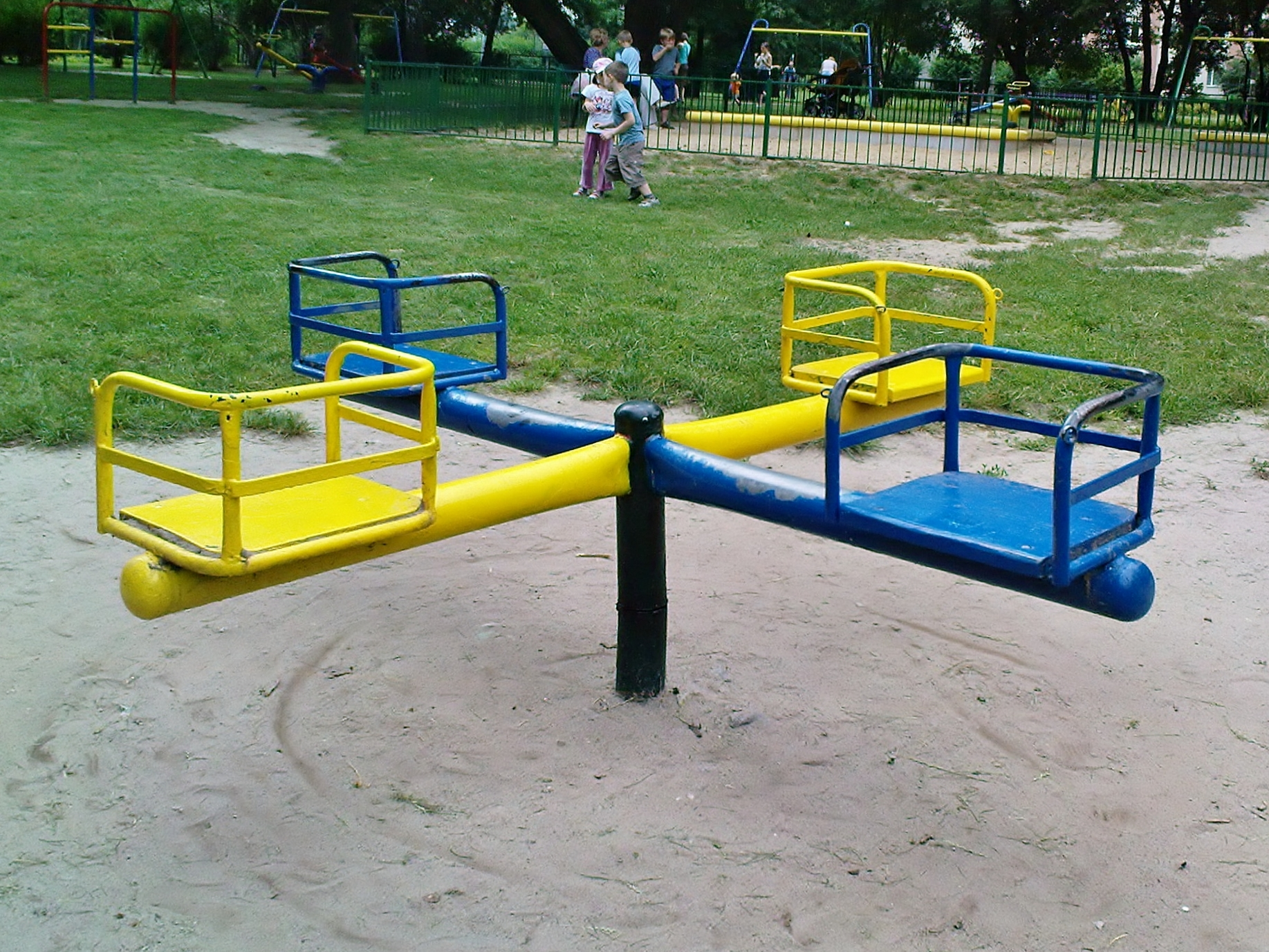
Mała ręczna karuzela na dziecięcym placu zabaw na osiedlu Kozłówek w Krakowie

### Ze względu na konstrukcję
- wolnoobrotowe - najczęściej wyposażone w siedzenia w formie pojazdów lub zwierząt. Te ze względu na niewielką prędkość nie posiadają zabezpieczeń przed wypadnięciem w postaci zamykanych ograniczników. Tradycyjnymi figurami w karuzelach tego typu są konie, łabędzie lub dzikie zwierzęta
- szybkoobrotowe - istnieją liczne modele w różnych wariantach. Niektóre posiadają kabiny, obracające się wokół własnej osi niezależnej od osi głównej, inne np. łańcuchowe - obracające się na łańcuchach siodełka. Wszystkie te urządzenia muszą posiadać zabezpieczenia przed wypadnięciem pasażera i są regularnie kontrolowane pod kątem ich stanu technicznego

### Ze względu na rodzaj napędu
- silnikowe - napędzane najczęściej za pomocą silnika elektrycznego bądź spalinowego
- ręczne - napędzane siłą ludzkich mięśni

## Galeria

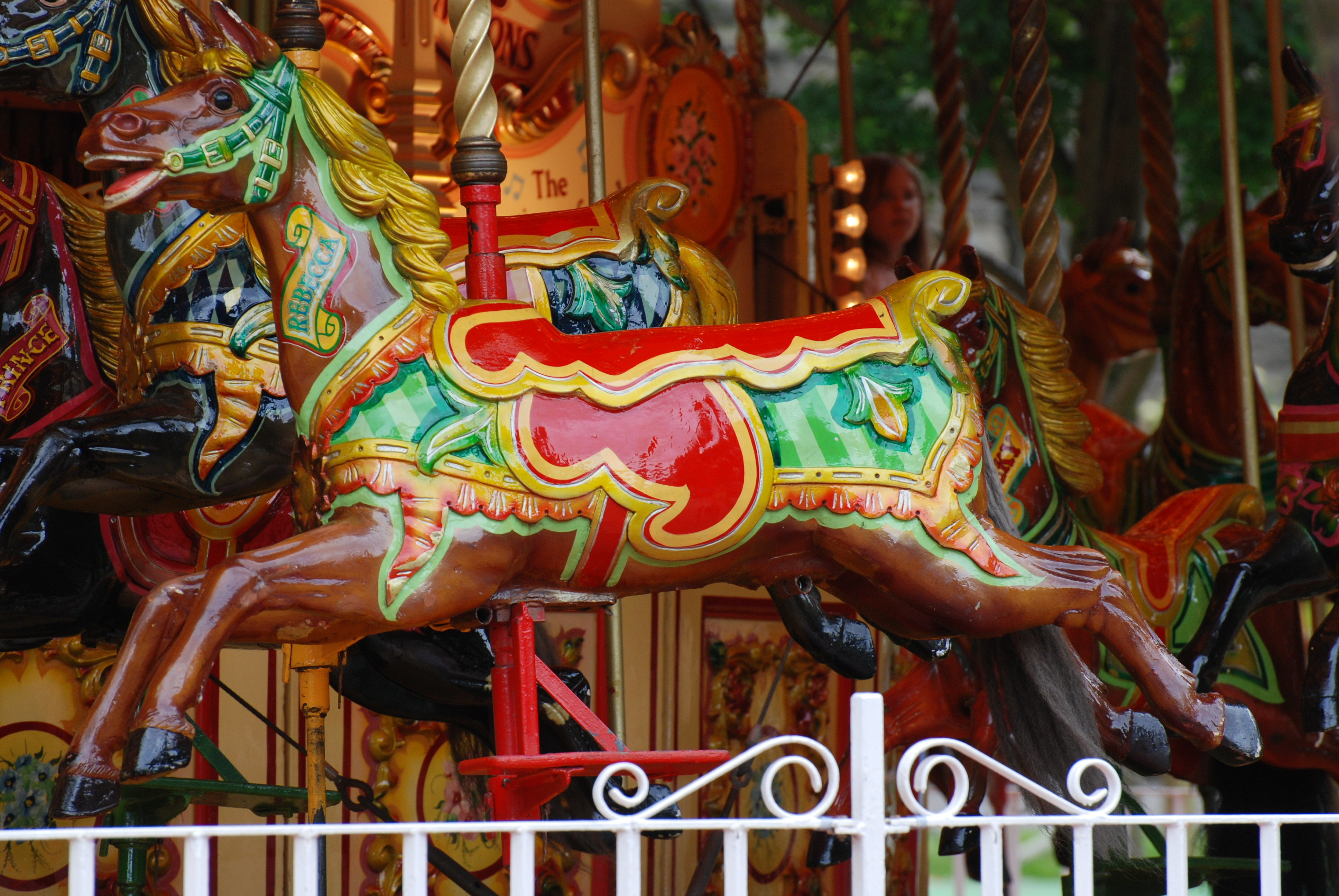
Detal z karuzeli w Edynburgu
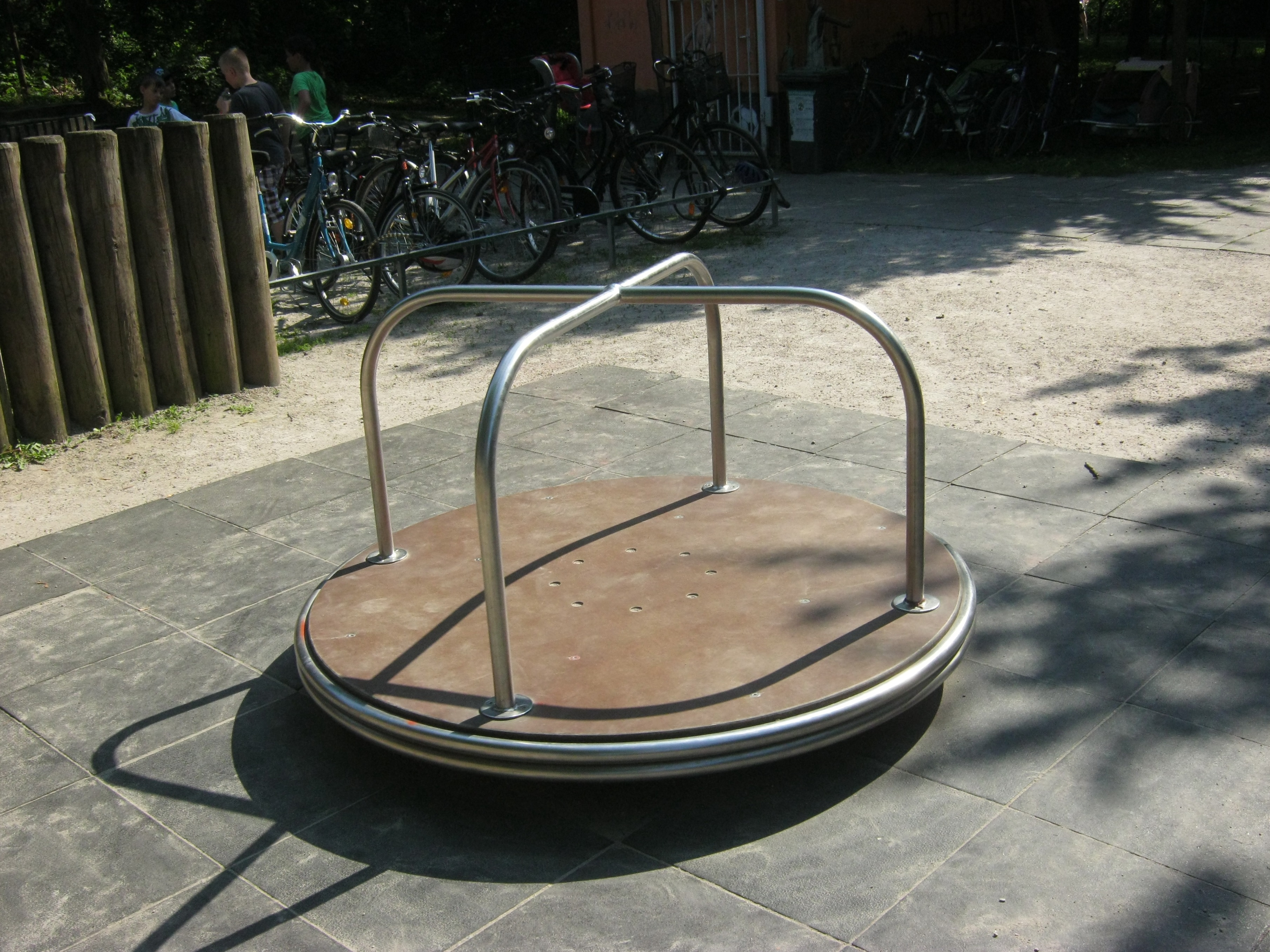
Inny rodzaj karuzeli ręcznej
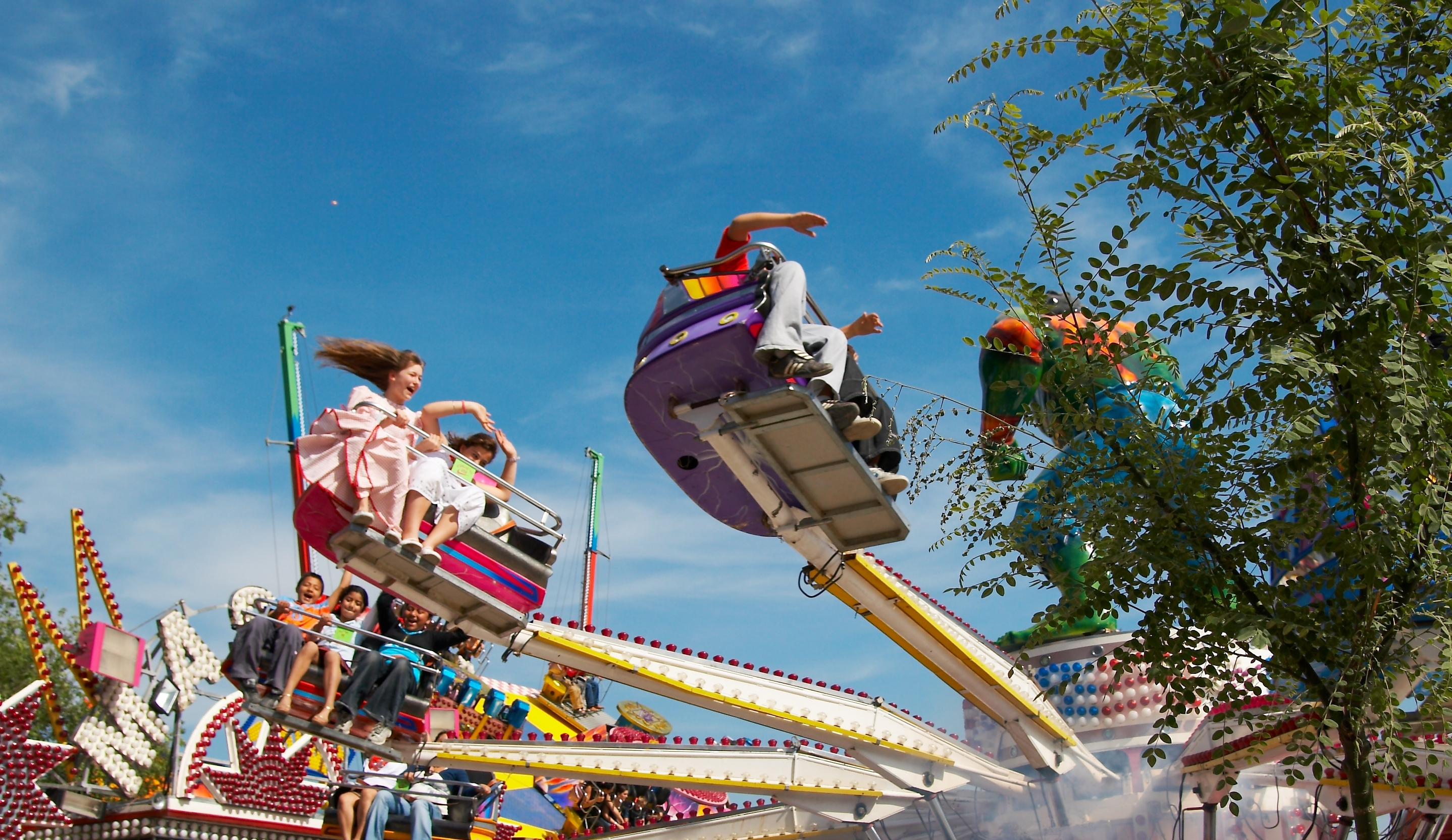
Szybkoobrotowa karuzela
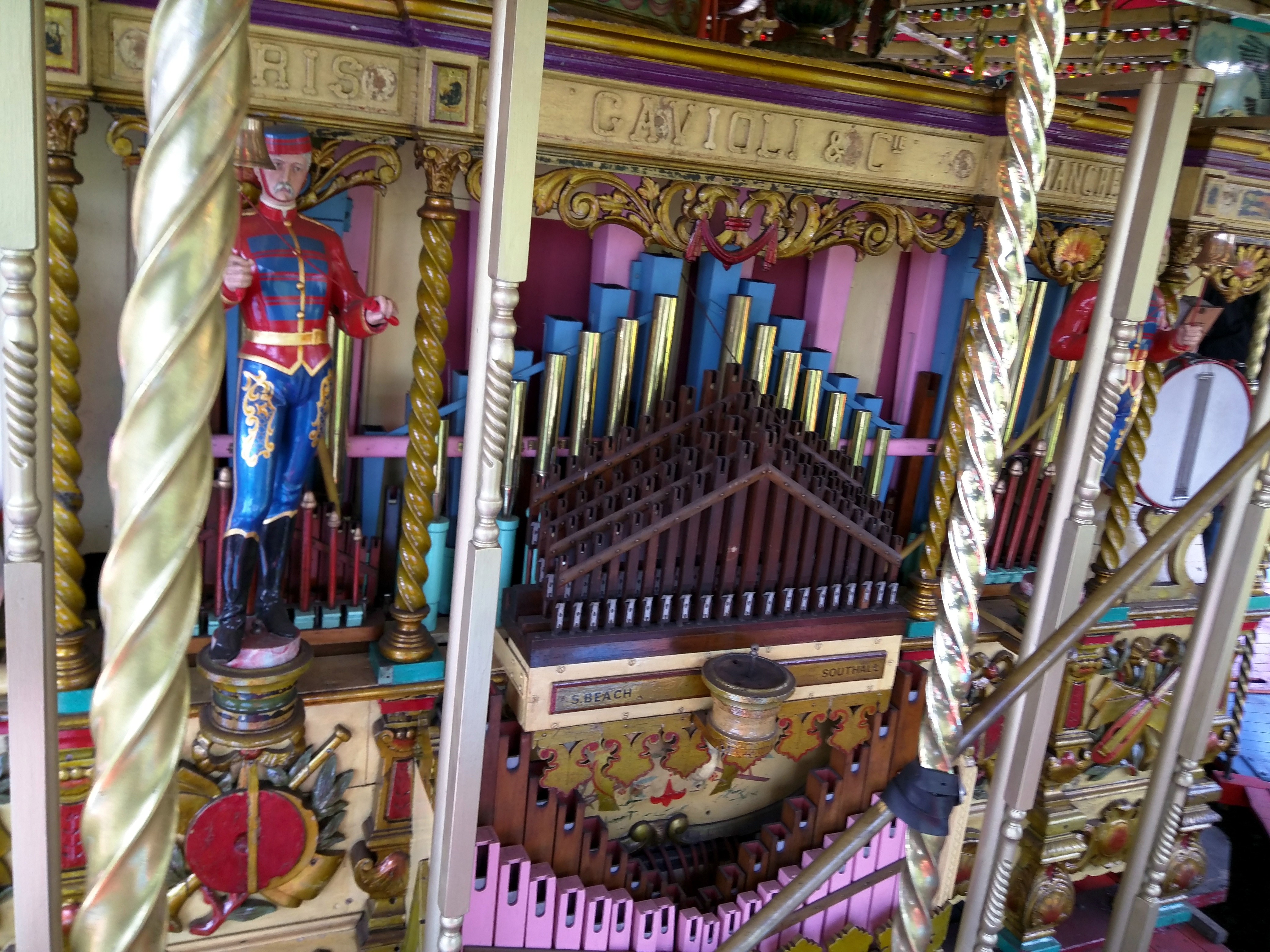
Organy wewnątrz karuzeli